# James Fox (journaliste)
Pour les articles homonymes, voir James Fox et Fox.
James Fox est un journaliste britannique né en 1945, particulièrement connu pour son livre White Mischief ainsi que pour avoir collaboré à l'autobiographie Life du guitariste Keith Richards des Rolling Stones.

## Vie et carrière
Fox est né à Washington D.C., États-Unis. Il travailla comme journaliste en Afrique ainsi que pour le Sunday Times. Son premier livre, White Mischief, est un récit traitant d’une affaire de meurtre de la Happy Valley au Kenya en 1941. Il étudia le livre en collaboration avec  Cyril Connolly en 1961, qui fut adapté en film dans les années 1980 par Michael Radford. Il écrivit d’autres livres tels que The Langhorne Sisters également connu sous le titre de Five Sisters : The Langhornes of Virginia.